# USS Nevada (BB-36)
La USS Nevada (BB-36), la seconda unità della United States Navy ad avere il nome del trentaseiesimo stato, fu la capoclasse delle due navi da battaglia classe Nevada, la sua nave gemella era la USS Oklahoma. Varata nel 1914, la Nevada rappresentò un notevole progresso nella tecnologia navale, tre delle sue nuove caratteristiche vennero successivamente incluse in quasi tutte le corazzate della US Navy: una torretta con tre cannoni, olio combustibile al posto del carbone come carburante e un nuovo tipo di corazza. Queste caratteristiche resero la Nevada la prima Dreadnought americana.
La Nevada partecipò ad entrambe la guerre mondiali: durante gli ultimi mesi della prima guerra mondiale era ormeggiata nella baia di Bantry per proteggere i convogli di rifornimento da e per la Gran Bretagna. Nella seconda guerra mondiale, fu una delle navi coinvolte nell'attacco di Pearl Harbor. Fu l'unica nave da battaglia a mettersi in moto durante l'attacco, rendendo la nave "l'unica nota positiva in un altrimenti triste e deprimente mattino" per gli Stati Uniti. Dopo essere stata recuperata e modernizzata nel cantiere navale di Puget Sound, la Nevada servì come scorta ai convogli nell'Oceano Atlantico e prese parte a quattro grandi assalti anfibi: l'operazione Nettuno, l'invasione della Francia meridionale, alle battaglie di Iwo Jima e di Okinawa. Alla fine della seconda guerra mondiale, la marina decise che la Nevada era troppo vecchia per essere conservata, quindi decisero di utilizzarla come nave bersaglio durante un esperimento nucleare condotto nell'atollo di Bikini nel luglio 1946 (Operation Crossroads). Dopo essere stata sottoposta all'esplosione di 2 bombe atomiche la nave galleggiava ancora, ma era seriamente danneggiata e radioattiva. Fu dismessa il 29 agosto 1946 e affondata durante la pratica fuoco navale il 31 luglio 1948.

## Progettazione

Profilo della Nevada

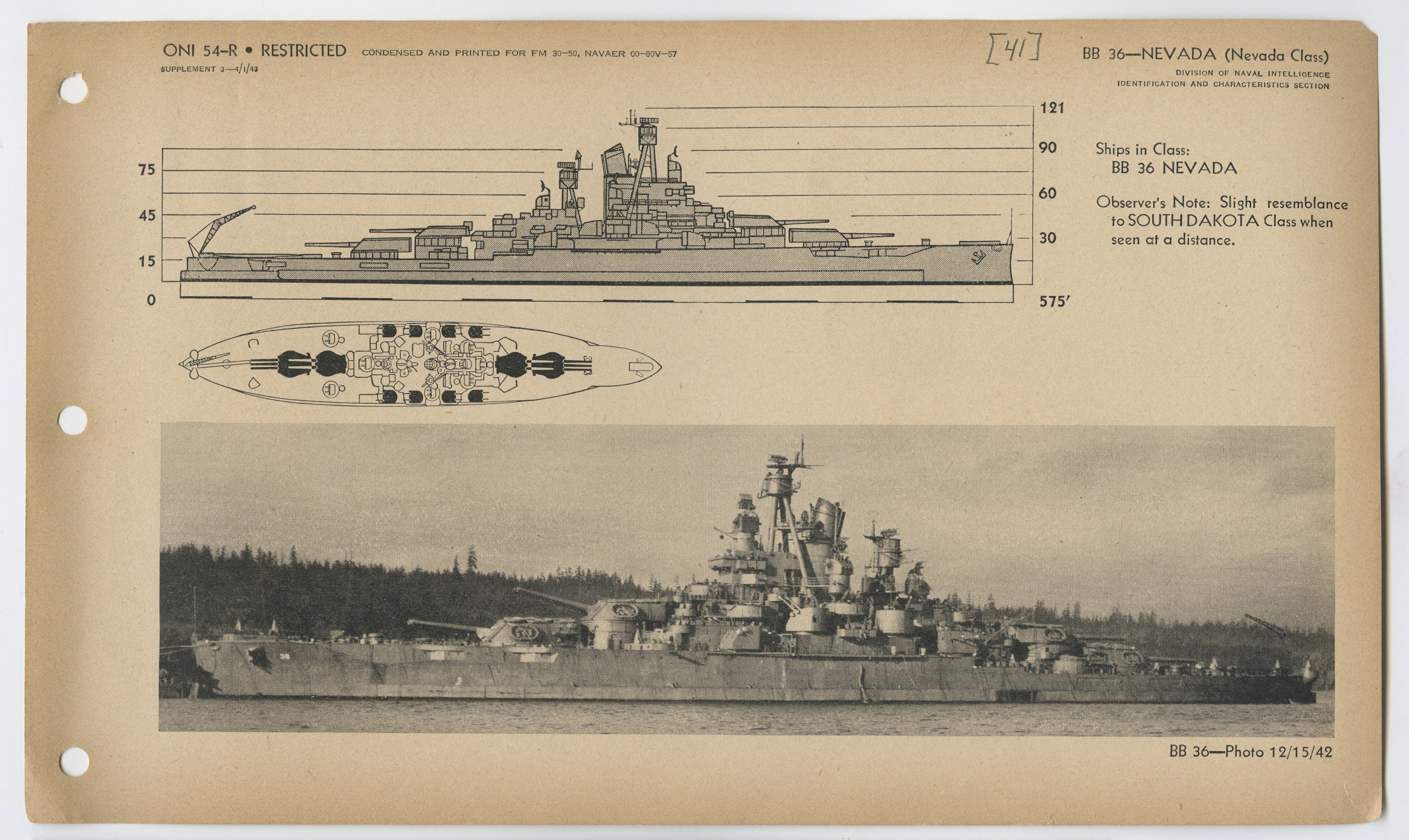
La Nevada dopo il suo ammodernamento nel 1942

Essendo sia la prima nave da battaglia di seconda generazione, sia la prima "Super-dreadnoughts" della U.S. Navy, la Nevada è considerata una nave rivoluzionaria dagli storici moderni. All'epoca del suo completamente nel 1916, il New York Times osservò che la nuova nave da guerra era molto più grande delle altre navi da battaglia americane dell'epoca; la sua stazza era quasi tre volte quella dell'obsoleta Oregon del 1890, almeno il doppio della Connecticut varata nel 1904 e almeno 8t maggiore della Delaware una delle prime Dreadnought americane, varata appena sette anni prima della Nevada.
La Nevada fu la prima nave da battaglia americana ad avere una tripla torretta, una singola ciminiera e un motore a vapore alimentato ad olio combustibile che era molto più efficiente del carbone perché a parità di massa aveva un rendimento maggiore. La possibilità di coprire distanze sempre maggiori senza fare rifornimento era particolarmente sentita dai vertici della marina dell'epoca, tanto che nel 1903 venne imposto che tutte la navi da guerra americane avessero un raggio d'azione minimo di 11.000 km in modo tale da consentire agli Stati Uniti di applicare la dottrina Monroe. Uno degli scopi principali della Great White Fleet, che fece il giro del mondo tra il 1907 e il 1908, era quello di dimostrare al Giappone che la Marina degli Stati Uniti avrebbe potuto "portare qualsiasi conflitto navale nelle acque territoriali giapponesi". Forse, proprio per soddisfare questa esigenza, le navi da guerra dopo il 1908 furono in maggior parte progettate per avere "un'autonomia di 8.000 miglia a velocità di crociera"; data la distanza di 12.130 km tra San Pedro, dove la flotta sarebbe stata ormeggiata, e Manila, dove la flotta avrebbe dovuto combattere secondo il War Plan Orange, l'autonomia della navi era ovviamente uno dei problemi principali per la U.S. Navy.

## Costruzione e prove

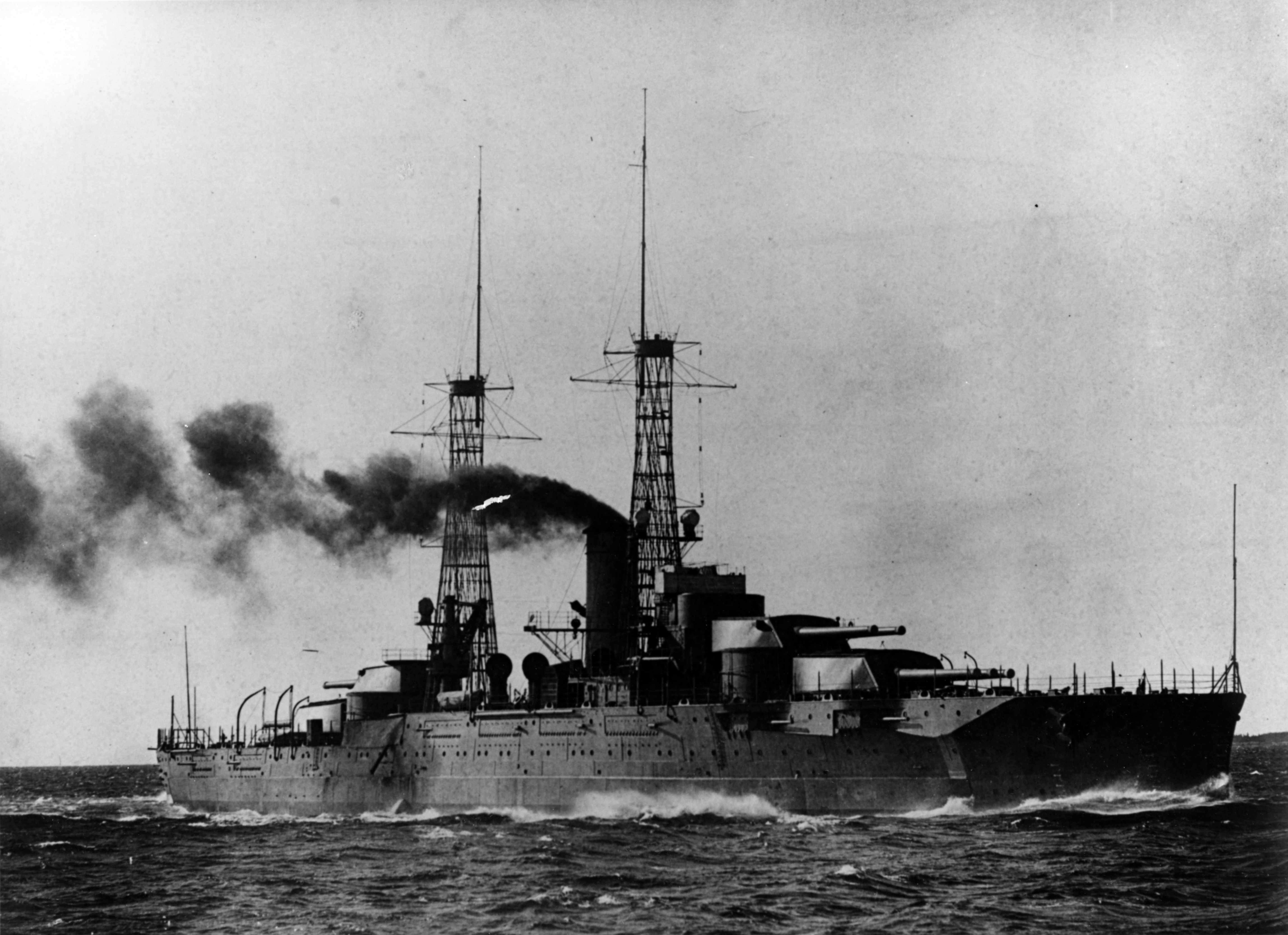
La Nevada durante le prove all'inizio del 1916.

La costruzione della Nevada venne autorizzata da un atto del Congresso il 4 marzo 1911, il contratto venne stipulato con la Fore River Shipbuilding Company il 22 gennaio 1912 per un totale di 5895000 $ (esclusi armamenti e corazze), il tempo di costruzione previsto inizialmente era di 36 mesi. Un secondo contratto da 50000 $ venne firmato il 31 luglio 1912 per coprire i costi aggiuntivi di turbine da crociera dotate di turboriduttore per ogni albero dell'elica, questo aumento i tempi di costruzione previsti di 5 mesi. La chiglia venne impostata il 4 novembre 1912 e al 12 agosto 1914 la nave era ultimata al 72,4%. La Nevada venne varata l'11 luglio 1914, sponsorizzata da Eleanor Anne Seibert, nipote del governatore del Nevada Tasker Oddie e discendente del primo segretario della marina Benjamin Stoddert. Al varo parteciparono diversi importanti membri del governo, inclusi il governatore Oddie, il governatore del Massachusetts David Ignatius Walsh, il senatore del Nevada Key Pittman, il segretario della marina Josephus Daniels e il futuro Presidente degli Stati Uniti d'America Franklin D. Roosevelt. La Nevada dovette subire numerosi test e prove prima della sua entrata in servizio, per verificare che fossero rispettati tutti i termini del contratto originale. Queste prove cominciarono il 4 novembre 1915, quando la nave condusse una prova di resistenza di 12 ore su e giù per le coste del New England, raggiungendo una velocità massima di 21,4 nodi (39,6 km/h). Anche se le "prove di accettazione" furono interrotte il 5 novembre a causa di una burrasca mentre era nei pressi di Capo Cod, queste ripresero il 6 con una prova sul risparmio di carburante che consisteva in un periodo di 24 ore in cui la Nevada doveva viaggiare a 10 nodi (19 km/h). L'esito del test fu positivo: il consumo di carburante della nave risultò essere di 2.7 kg al nodo inferiore rispetto al limite imposto dal contratto. Un altro test consistette in dodici ore di navigazione alla velocità di 15 nodi (28 km/h), con un risultato nei consumi ancora migliore, 10% al di sotto delle specifiche imposte dal contratto. Dopo il completamento di tutti questi test e delle prove a Rockland nel Maine, la Nevada salpò alla volta del New York Navy Yards per l'equipaggiamento, i tubi di lancio dei siluri.

## Seconda guerra mondiale

### La Battaglia di Attu e il D-Day
La Nevada fu rimessa a galla il 12 febbraio 1942 e subì riparazioni temporanee a Pearl Harbor in modo che potesse arrivare a Puget Sound Navy Yard per una profonda revisione e modernizzazione che fu completata nell'ottobre 1942. In seguito alle modifiche e agli ammodernamenti effettuati, la Nevada assunse un aspetto che portava a confonderla con la South Dakota. I suoi 5"/51 (127mm con lunghezza di 51 calibri) e 5"/25 (127mm) vennero sostituiti con sedici cannoni da 5"/38, montati su supporti gemelli. Un nuovo equipaggio venne imbarcato sotto il comando di Howard A. Yeager, che ebbe un ruolo fondamentale a Iwo Jima e durante il D-Day. La Nevada salpò quindi per l'Alaska, dove fornì supporto per la cattura di Attu dall'11 al 18 maggio 1943.
La Nevada partì poi nel giugno 1943 per il Norfolk Navy Yard per ulteriori modifiche. Successivamente venne utilizzata come convoglio nell'oceano Atlantico. Vecchie corazzate come la Nevada scortavano i convogli nell'Atlantico proteggendoli dall'attacco delle navi tedesche. 
Dopo molte operazioni nell'Atlantico la Nevada fu mandata in Inghilterra per la preparazione all'invasione della Normandia, attraccando nell'aprile del 1944. Venne scelta come nave ammiraglia dell'ammiraglio Morton Deyo. Durante l'invasione la Nevada fornì supporto alle truppe dello sbarco dal 6 al 17 giugno e successivamente il 25. Durante questo periodo, impiegò i suoi cannoni contro le difese a terra sulla penisola di Cherbourg, bombardando e colpendo molte batterie tedesche. Ancora oggi è possibile vedere gli effetti provocati dal bombardamento della Nevada alle Batterie di Azerville, dove un proiettile della Nevada centrò in pieno un bunker, con un proiettile visibile all'interno del bunker. La Nevada fu elogiata per il suo fuoco preciso a sostegno delle truppe.